# بربارة ستوفيكر سولمن
بربارة ستوفيكر سولمن (مواليد 1928) هي مهندسة أمريكية معمارية للمناظر الطبيعية ومصممة جرافيك. وهي مشهورة بالرسومات الداخلية واللافتات الخارجية الكبيرة في سي رانش في مقاطعة سونوما، كاليفورنيا.

## نشأة وتعليم
وُلدت بربارة ستوفيكر عام 1928كجيل ثالث في سان فرانسيسكو. في مرحلة الشباب، درست سولمن وعملت كراقصة، كذلك درست الرسم والنحت في معهد سان فرانسيسكو للفنون.
في عام 1948، تزوجت من فرانك ستوفيكر. كان المصمم جاك ستوفيكر شقيق زوجها.
في عام 1956، انتقلت سولمن إلى بازل، سويسرا بعد وفاة زوجها لدراسة التصميم الجرافيكي في معهد بازل للفنون مع أرمين هوفمان من 1956 إلى 1959. لقد اتخذت قراراً بدراسة التصميم لأنها كانت تعلم أنها تستطيع كسب لقمة العيش وتحتاج إلى إعالة نفسها وابنها الصغير. لاحقاً، درست الهندسة المعمارية في جامعة كاليفورنيا، بركلي.
تزوجت مرة أخرى عام 1969 من المهندس المعماري والأستاذ دانيال سولمن.

## سيرة مهنية
عادت سولمن إلى سان فرانسيسكو عام 1962وأنشأت مكتباً كمصممة جرافيك حيث صممت الجدول الزمني لمتحف سان فرانسيسكو للفن الحديث.
التقت بمهندس المناظر الطبيعية لاورينس هاليرين الذي أعطاها عملاً في سي رانش، حيث صممت لوحات معمارية للديكورات الداخلية للمباني بسبب خلفيتها التعليمية. واصل هاليرين التوصية بها للمهندسين المعماريين الآخرين في منطقة سان فرانسيسكو الذين سمحوا لها بتصميم ما تريد. حصلت على جائزتين من الجمعية الأمريكية للمعماريين لعملها في سي رانش.
كانت سولمن معلمة في جامعة هارفارد وجامعة ييل، حيث تمت دعوتها من قِبل تشارلز مور، الذي التقت به أثناء علمها في سي رانش، لإدارة ستوديو عن الرسومات الجرافيكية في عام 1968. كان الاستوديو عبارة عن مشروع لمدة أسبوع لإنشاء رسومات ثنائية الأبعاد عززت الهندسة المعمارية في جامعة ييل.
خلال الفترة القصيرة من تواجدها من عام 1970 إلى عام 1971، عملت مديرة فنية لمجلة سكانلان. في عام 1995، صممت تركيباً فنياً خارجياً كبيراً يسمى «بروميناد ريبون» لمدينة سان فرانسيسكو. في عام 2002، كانت سولمن عضواً في لجنة سان فرانسيسكو للفنون. في عام 2015، عملت سولمن كمهندسة مناظر طبيعية.
سولمن هي مؤلفة كتاب «لمَ؟ لمَ لا؟».

## معارض
وُضعت رسومات سولمن في عدد من معارض المتحف.
في عام 2019، كانت موضوع المعرض في متحف سان فرانسيسكو للفن الحديث.
في مارس 2021، سيعرض العرض الفردي لبربارة ستوفيكر سولمن برعاية ماتيلدا كرزيكوفسكي أكثر من 40 رسماً ولوحاً لها من الثمانينات إلى عام 2021 في معرض فان بارثا في بازل.